# Eremoblatta subdiaphana
Eremoblatta subdiaphana är en kackerlacksart som först beskrevs av Samuel Hubbard Scudder 1902.  Eremoblatta subdiaphana ingår i släktet Eremoblatta och familjen Polyphagidae. Inga underarter finns listade i Catalogue of Life.